# 布羅德維尤 (新墨西哥州錫沃拉縣)
布羅德維尤（英語：Broadview）是位於美國新墨西哥州錫沃拉縣的普查規定居民點。

## 人口
根據2020年美國人口普查的數據，布羅德維尤的面積為9.72平方千米，皆為陸地。當地共有人口339人，而人口密度為每平方千米34.88人。